# 恆安站
恆安站（英語：Heng On Station）是一個位於香港新界沙田區馬鞍山西沙路，屬於港鐵屯馬綫的鐵路車站，於2004年12月21日啟用。車站取名來自鄰近公共屋邨恆安邨。
- 車站外觀（2021年4月）

## 車站構造
恆安站主體建於西沙路行車線中央，並共設有三層（地底大堂、地面大堂、月台）。

### 樓層
| P                 | 月台     | \| \| 1 \| 屯馬綫往屯門（大水坑） \| \| \| \| 島式 · 開左邊车门 \| \| \| \| \| \| \| \| 屯馬綫往烏溪沙（馬鞍山） \| 2 \| \| |   |  |
| C                 | 大堂     | C出口、客務中心、商店、自助服務、洗手間                                                                                     |   |  |
| S                 | 行人隧道 | A、B出口、客務中心 |   |  |
|                   | 1        | 屯馬綫往屯門（大水坑） |   |  |
| 島式 · 開左邊车门 |          | |   |  |
|                   |          | 屯馬綫往烏溪沙（馬鞍山） | 2 |  |

### 大堂
恆安站設有兩個大堂，分別設於地面層及地庫層，各大堂均設有客務中心。而車站唯一一間商店則設於C出口旁，另外車站內亦設有自助服務設施。

大堂全景圖（2017年8月）

- 地面大堂（2021年7月）
- 地底大堂（2021年7月）

### 月台
恆安站月台設於大堂之上，車站設有一座島式月台，兩個月台均已裝設月台閘門。此外，車站南面亦設有渡线，以供特別的列車調動之用。
- 車站月台（2021年7月）

### 出入口
恆安站設有3個出入口，其中C出口設於地面大堂北面；而A、B出口則設於車站地底大堂並連接站外行人隧道。
|                                         |          | |      |
| 編號                                    | 指示     | 建議前往的目的地 | 圖片 |
| 地底大堂（S層）                         |          | |      |
| 出口 · A · 无障碍通道标志 · 升降机标志  | 聽濤雅苑 | 聽濤雅苑、觀瀾雅軒、錦暉苑、馬鞍山循道衛理小學、馬鞍山海濱長廊、天宇海、海典灣、啟新書院、We Go MALL                                                                                             |      |
| 出口 · B · 无障碍通道标志               | 恆安邨   | 恆安邨、青年會書院、潮州會館中學、恆輝街公園、恆安社區中心、匯縱專業發展中心、錦駿苑、錦鞍苑、馬鞍山信義學校、馬鞍山聖若瑟小學、馬鞍山聖若瑟中學、雅景臺、保良局胡忠中學、欣安邨、錦柏苑、耀安邨 |      |
| 地面大堂（C層）                         |          | |      |
| 出口 · C · 盲道标志 · 同层              | 錦豐苑   | 錦豐苑、香港中文大學校友會聯會陳震夏中學、香港中國婦女會馮堯敬紀念中學、宣道會台山陳元喜小學、頌安邨、錦禧苑、馬鞍山遊樂場、馬鞍山運動場、天主教聖方濟堂、薈晴、曾璧山（崇蘭）中學               |      |
| 註： 設有 \| 設有 \| 設有 \| 設於同一層 |          | |      |

- C出口外行人通道（2020年10月）
- 行人隧道出入口（2021年4月）

## 歷史
恆安站於2004年12月21日隨馬鞍山鐵路通車而正式啟用。

### 月台擴建工程及加設月台閘門
在車站啟用初期，恆安站月台只有約4至5卡長度，其餘部分會於沙中綫興建時擴建，現時擴建工程已經完成；另外港鐵亦於2017年在恆安站加設月台閘門。

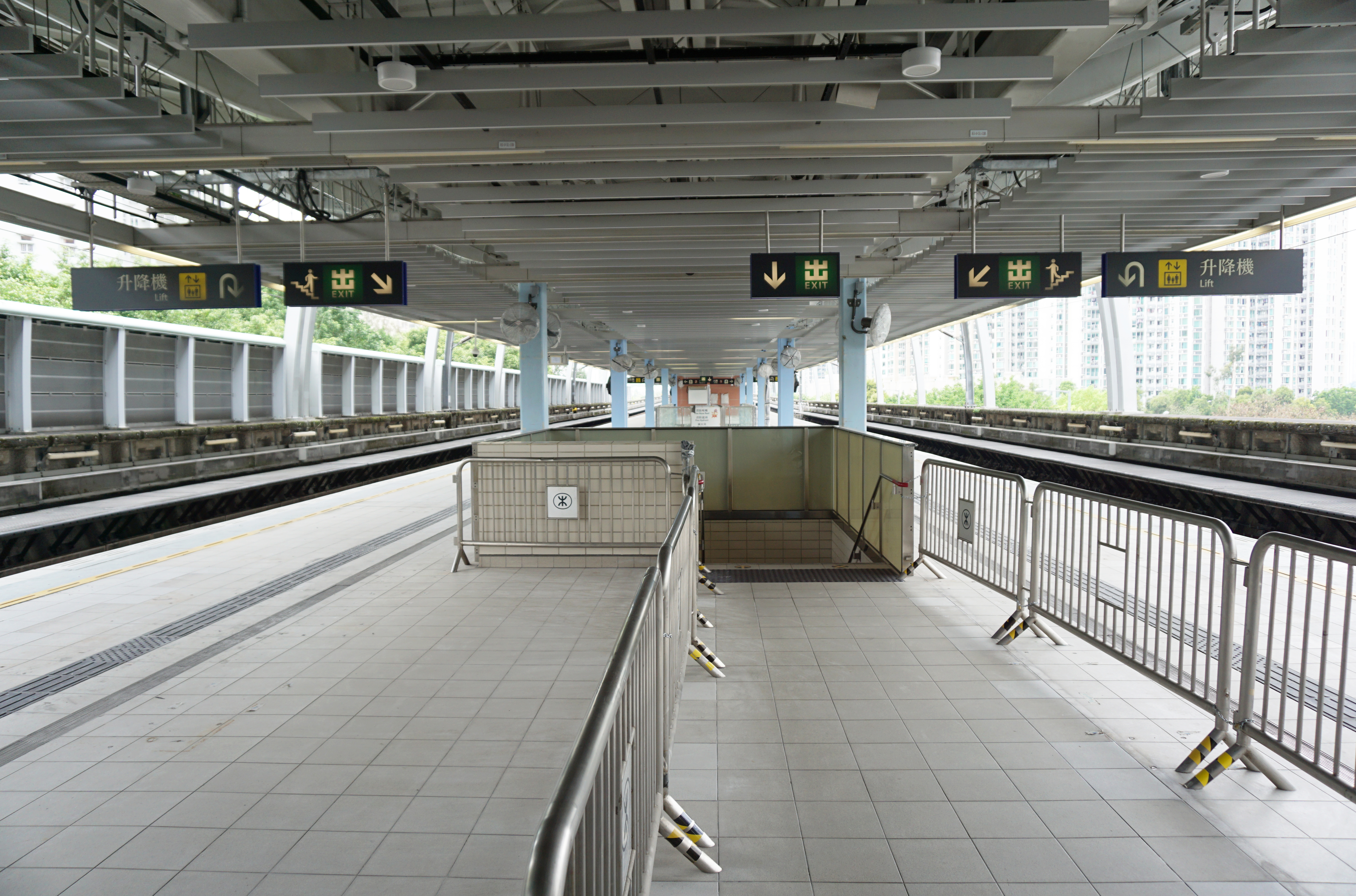
月台擴建部分（2016年5月）

## 外部連結
- 港鐵公司－恆安站街道圖 （页面存档备份，存于）
- 港鐵公司－恆安站位置圖 （页面存档备份，存于）
- 港鐵公司－恆安站列車服務時間 （页面存档备份，存于）
- 香港鐵路大典上的相关条目：恆安站